# José María García Leira
José María García Leira (Vilalba, Província de Lugo, 28 de novembre de 1934) és un polític del Partit Popular. Es llicencià en Dret. Entre 1979 i 1990 fou alcalde de Villalba. Entre 1983 i 1989 fou el vicepresident de la Diputació Provincial. En les legislatures III i IV del Parlament de Galícia fou elegit vicepresident. Fou president del Parlament gallec.